# Williams FW43B
La Williams FW43B è una monoposto di Formula 1 realizzata dalla Williams, per gareggiare nel campionato mondiale di Formula 1 2021. La vettura è stata presentata il 5 marzo 2021 ed è una stretta evoluzione della precedente FW43, essendo basata sullo stesso telaio e condividendone molti componenti non modificabili per regolamento.

## Livrea
La livrea della Williams FW43B si distacca da quella della precedente vettura, ed è stata progettata per celebrare le livree storiche delle vetture Williams degli anni 1980 e 1990. Il cofano motore e le pance infatti presentano un'alternanza di azzurro e blu più scuro, mentre il muso è bianco, con alcuni dettagli gialli, tipici delle livree di quegli anni. La coda invece presenta una zona completamente nera, mentre il logo Williams è stato posizionato nella parte alta del cofano motore, vicino l'airscope, e, come per la vettura precedente, sull'ala posteriore.
Per il Gran Premio di Monaco, in occasione del 750º Gran Premio disputato dalla scuderia britannica, la livrea presenta una leggera modifica che consiste nell'aggiunta di un logo celebrativo, riportante la dicitura «750 GRANDS PRIX» e posizionato in obliquo nell'estremità posteriore del cofano motore, e l'aggiunta del nome di cento tifosi della squadra motoristica di Grove sull'Halo. Essi sono stati scelti tramite uno strumento disponibile sul sito web della Williams. 
Per il Gran Premio d'Arabia Saudita le due FW43B presentano sulla livrea, come tributo a Sir Frank Williams, co-fondatore ed ex proprietario della Williams Racing scomparso recentemente, il primo logo della Frank Williams Racing Cars — applicato sulla parte inferiore del cofano motore —. Essa si tratta della prima squadra con la quale Frank Williams prese parte ai campionati mondiali di Formula 1 dal 1969 al 1976. Sull'Halo delle vetture è inoltre riportata la sua citazione preferita del film Top Gun: «I feel the need, the need for speed!».

## Caratteristiche
La FW43B non differisce molto dalla precedente FW43, essendo i regolamenti del 2021 molto restrittivi in termini di evoluzione dell'auto, ma, come imposto dal regolamento, è dotata di un nuovo fondo che è ridotto nella parte posteriore e di un diffusore e delle prese dei freni posteriori con appendici aerodinamiche anch'esse ridotte nelle dimensioni. Le prese d'aria dei radiatori laterali sono molto strette, mentre le pance seguono i radiatori e scendono molto repentinamente verso il fondo. Il cofano motore invece, che ospita il motore Mercedes-AMG M12 E Performance, presenta una particolare forma convessa molto imponente. Il cambio, la sospensione posteriore e quella anteriore rimangono quelle della stagione precedente, come anche il muso, mentre l'ala anteriore è stata completamente rivisitata, con un nuovo mainplane, nuovi flap e nuove paratie laterali.

## Carriera agonistica

### Stagione
La stagione vede la monoposto in crescita rispetto agli anni recenti, con i piloti in grado di lottare per le posizioni di metà classifica. I primi punti stagionali per la squadra arrivano solo al Gran Premio d'Ungheria: grazie alla carambola avvenuta al via per mano di Valtteri Bottas e Lance Stroll e alla conseguente ripartenza della gara, la Williams riesce incredibilmente a tenere la terza posizione con Latifi prima del cambio gomme. Tuttavia, entrambe le vetture finiranno la gara in zona punti con Latifi settimo e Russell ottavo, mentre per il team sono i primi punti dal Gran Premio di Germania 2019. Al successivo appuntamento a Spa, condizionato dal meteo, George Russell si qualifica sorprendentemente al secondo posto davanti anche al campione del mondo in carica Lewis Hamilton: la Williams non vedeva oramai la prima fila dal Gran Premio d'Italia 2017, quando fu Lance Stroll a qualificarsi in seconda posizione in condizioni analoghe a queste. Alla domenica, le condizioni proibitive del circuito persistono e le vetture riescono a completare un solo giro sotto safety car valido ai fini dei punti da assegnare, la situazione non cambia e la classifica rimane invariata: Russell mantiene quindi il secondo posto e ottiene, per la prima volta in carriera, il podio che mancava anche al team dal Gran Premio d'Azerbaigian 2017. Inoltre, nella medesima gara, anche Latifi ottiene punti con il nono posto finale. Dopo queste due gare fortunose, arriveranno solo altri 3 punti, tutti segnati da Russell, a Monza e a Sochi. La stagione si conclude con altri piazzamenti fuori dai punti e alcuni ritiri, tra cui quello di Latifi ad Abu Dhabi a pochi giri dal termine della corsa, che ha agevolato involontariamente la vittoria del titolo mondiale di Max Verstappen e ha scatenato innumerevoli polemiche contro il pilota canadese. La stagione si è dunque rivelata buona per il team inglese, che ha chiuso la stagione all'ottavo posto con 23 punti, davanti solo all'Alfa Romeo e alla Haas. Quella di Abu Dhabi è stata l'ultima apparizione con la Williams per George Russell che dalla stagione 2022 farà parte del team Mercedes al fianco di Lewis Hamilton.

## Piloti
| Piloti ufficiali       | Piloti ufficiali | Piloti ufficiali |
| Nazione                | Nome             | Numero           |
| ---------------------- | ---------------- | ---------------- |
| Regno Unito (bandiera) | George Russell   | 63               |
| Canada (bandiera)      | Nicholas Latifi  | 6                |
| Piloti di riserva      |                  |                  |
| Nazione                | Nome             | Numero           |
| Regno Unito (bandiera) | Jack Aitken      | 89               |
| Israele (bandiera)     | Roy Nissany      | 45               |
| Regno Unito (bandiera) | Jamie Chadwick   | Jamie Chadwick   |
| Regno Unito (bandiera) | Dan Ticktum      | Dan Ticktum      |

## Risultati in Formula 1
| Anno | Team            | Motore   | Gomme | Piloti  |     |     |    |    |    |     |    |     |    |    |   |   |     |    |     |    |    |    |    |     |     |     | Punti | Pos. |
| ---- | --------------- | -------- | ----- | ------- | --- | --- | -- | -- | -- | --- | -- | --- | -- | -- | - | - | --- | -- | --- | -- | -- | -- | -- | --- | --- | --- | ----- | ---- |
| 2021 | Williams Racing | Mercedes | P     | Russell | 14  | Rit | 16 | 14 | 14 | 17* | 12 | Rit | 11 | 12 | 8 | 2 | 17* | 9  | 10  | 15 | 14 | 16 | 13 | 17  | Rit | Rit | 23    | 8º   |
| 2021 | Williams Racing | Mercedes | P     | Latifi  | 18* | Rit | 18 | 16 | 15 | 16  | 18 | 17  | 16 | 14 | 7 | 9 | 16  | 11 | 19* | 17 | 15 | 17 | 16 | Rit | 12  | Rit | 23    | 8º   |

| Legenda | 1º posto     | 2º posto | 3º posto    | A punti         | Senza punti/Non class.  | Grassetto – Pole position Corsivo – Giro più veloce Apice – Risultato Qualifica Sprint (A punti) |
| Legenda | Squalificato | Ritirato | Non partito | Non qualificato | Solo prove/Terzo pilota | Grassetto – Pole position Corsivo – Giro più veloce Apice – Risultato Qualifica Sprint (A punti) |

* – Indica il pilota ritirato ma ugualmente classificato avendo coperto, come previsto dal regolamento, almeno il 90% della distanza di gara.
- Nel Gran Premio del Belgio non è stato coperto il 75% della distanza prevista, quindi i punti assegnati sono la metà di quelli previsti per la distanza completa; i giri più veloci non sono stati riconosciuti nella classifica finale del Gran Premio.[14]